# Rheda-Wiedenbrück
Rheda-Wiedenbrück is een stad en gemeente in de Duitse deelstaat Noordrijn-Westfalen, gelegen in de Kreis Gütersloh. De stad telt 48.672 inwoners (31 december 2020) op een oppervlakte van 86,68 km².

## Indeling van de gemeente
Rheda-Wiedenbrück bestaat uit de dubbelstad zelf en de drie Ortschaften Batenhorst, Lintel en St. Vit. Voor 1 oktober 2004 vormde Nordrheda-Ems eveneens een Ortschaft, maar dat werd toen bij Rheda gevoegd. In de volgende tabel zijn de aantallen inwoners (excl. de officieel ook als inwoners geregistreerde tweede-woningbezitters; peildatum: 1 januari 2019) en de oppervlaktes van de Ortschaften opgesomd, voor de dubbelstad werd extra een onderverdeling in Rheda en Wiedenbrück toegepast.
| Stadsdeel                  | Inwoners  | Oppervlakte | Gemeente-indeling |
| -------------------------- | --------- | ----------- | ----------------- |
| Batenhorst                 | 01.520    | 16,90 km²   |                   |
| Lintel (Rheda-Wiedenbrück) | 01.504    | 21,75 km²   |                   |
| Rheda                      | 22.960    | 27,06 km²   |                   |
| 0(Nordrheda-Ems)           | (inbegr.) | (13,95 km²) |                   |
| St. Vit                    | 01.497    | 10,37 km²   |                   |
| Wiedenbrück                | 21.881    | 10,57 km²   |                   |
| totaal                     | 49.362    | 86,66 km²   |                   |

## Ligging, verkeer, vervoer
Rheda-Wiedenbrück is, evenals bijvoorbeeld Boedapest, een dubbelstad. Beide stadskernen liggen aan de (hier niet zeer brede) rivier de Eems, die afgezien van de binnensteden wordt omgeven door een groenstrook. Bij het centrum van Wiedenbrück splitst de Umflut zich van deze rivier af, loopt ten noorden van het centrum en voegt zich in het noordwesten van de binnenstad weer bij de Eems. Talrijke zijbeken van de Eems lopen door het gemeentegebied. Sinds 1970 vormen beide steden, evenals bovenvermelde Ortschaften, één gemeente.

### Buurgemeentes
Naburige steden zijn onder andere Warendorf (26 km naar het noordwesten), Beckum (27 km WZW), Gütersloh (8 km NO), Rietberg (8 km ZO) en Harsewinkel (20 km N).

### Wegverkeer
De twee stadskernen, Rheda aan de noordwestkant en Wiedenbrück aan de zuidoostkant, worden door de Autobahn A2 van elkaar gescheiden. De vlak bij de stadskernen gesitueerde afrit 23 van deze snelweg leidt naar de Bundesstraße 64 Münster - Paderborn, die in een boog rechts om de stadskernen heen leidt. Deze weg loopt in Rheda-Wiedenbrück samen met de Bundesstraße 61 Beckum - Gütersloh. Aan de zuidrand van de gemeente takt ook Bundesstraße 55 richting Lippstadt en het Sauerland nog af.

### Openbaar vervoer
In Rheda ligt station Rheda-Wiedenbrück aan de Spoorlijn Hannover - Hamm. Bij het station is daarnaast een aftakking naar Münster, genaamd de spoorlijn Münster - Rheda-Wiedenbrück. Met Gütersloh en Lippstadt bestaan streekbusverbindingen. Rheda-Wiedenbrück heeft geen stadsbusnet. Voor scholieren en forensen wordt sterk de nadruk op het gebruik van de fiets gelegd.

## Economie
Het belangrijkste bedrijf in de gemeente is het grote vleesverwerkende concern Tönnies Holding, dat te Rheda zijn hoofdkantoor en één productielocatie heeft.
In de dubbelstad is verder houtindustrie actief, alsmede meubelindustrie met firma's als Interlübke, Musterring en Garant Gruppe. Daarnaast is de auto-industrie belangrijk, met firma's als Westfalia Mobil, Westfalia Automotive GmbH KG en Prophete GmbH & Co. De ontwikkeling van een groot industrieterrein bij afrit 22 van de A2 op het grondgebied van de westelijke buurgemeente Herzebrock-Clarholz werd mede door de gemeente Rheda-Wiedenbrück bekostigd en gestimuleerd.
Gezien het historische stedenschoon is de gemeente ook een trekpleister voor toeristen.

## Geschiedenis
Men vermoedt dat er vanaf het jaar 785 een parochie was in Wiedenbrück. Opgravingen toonden een basiliek van rond het jaar 900 aan. Een eerste vermelding van Rheda is in een oorkonde van tweehonderd jaar later dan het ontstaan van de Wiedenbrückse basiliek. Van de middeleeuwen tot de napoleontische tijd was slot Rheda het bestuurlijk centrum van de heerlijkheid Rheda. Wiedenbrück was daarentegen een exclave van het prinsbisdom Osnabrück en vanaf 1250 bestuurscentrum van het Ambt Reckenberg.
Keizer Otto I de Grote kende in 952 de bisschop van Osnabrück markt-, munt- en tolrecht toe voor Wiedenbrück. De oudst bewaard gebleven munten zijn van rond 1230. Wiedenbrück werd in 1249 uitgebreid met een nieuwstad. Bij opgravingen in 2016 zijn onder het raadhuis uit 1619 waarschijnlijk resten gevonden van een marktplein. Wiedenbrück was lid van de Hanze als 'bijstad' van Osnabrück. In 1462 werd in Wiedenbrück een stadsreglement opgesteld naar voorbeeld van Osnabrück. In 1543 werd Wiedenbrück protestants, door toedoen van de uit Quakenbrück afkomstige reformator Hermann Bonnus, afgezant van bisschop Frans van Waldeck. Twintig jaar later waren de inwoners overwegend luthers geworden.
Rheda verkreeg stadsrecht in 1355. In 1565 werd de grens tussen Rheda en Wiedenbrück officieel vastgesteld. In 1624 volgde de contrareformatie en in 1626 werd Wiedenbrück bezet door de Denen tijdens de Dertigjarige Oorlog. In 1628 kreeg bisschop Frans Willem van Wartenberg het voor het zeggen en hij zette de contrareformatie voort. In 1637 werd een Latijnse school gesticht, de voorloper van het huidige gymnasium. In 1644 stichtte de bisschop het Franciscanenklooster. Drie jaar later namen de Zweden de stad in en verlieten na twee maanden de stad, nadat ze de vesting hadden geslecht. Bij de Vrede van Münster werd bepaald dat het prinsbisdom Osnabrück afwisselend een katholieke en protestantse bisschop uit het Huis Bronswijk-Lüneburg zou krijgen. In 1664 begon Ernst August van Brunswijk-Lüneburg met de aanleg van nieuwe stadsverdedigingswerken. In 1726 kwam een nieuw bestuursgebouw op de Reckenberg gereed. Na het Congres van Wenen werd de stad bij Pruisen ingedeeld en kwam in 1816 in de nieuwe provincie Westfalen. Kerkelijk wisselde de stad van het bisdom Osnabrück naar het aartsbisdom Paderborn.
Tussen ca. 1885 en 1915 waren er in Rheda-Wiedenbrück talrijke beeldhouwers en schilders van met name kerkelijke kunst actief. Deze groep kunstenaars wordt als Wiedenbrücker Schule aangeduid. Hun werk was academisch, tamelijk conservatief, vaak in neo-renaissance-stijl of passend in kerken in neoromaanse stijl.

### Twintigste eeuw
In 1938 kwam Bundesautobahn 2 gereed. Tijdens de Kristallnacht in datzelfde jaar werd de synagoge van Rheda in brand gestoken. In 1940 werden de bronzen kerkklokken voor de wapenindustrie omgesmolten.
Rheda had van oudsher veel kleine abattoirs, worstfabrieken en andere vleesverwerkende bedrijven. In 1971 ontstond hieruit Tönnies Holding, dat zich heeft ontwikkeld tot marktleider in de vleessector in geheel Duitsland.
In 1988 werd in de gemeente de Landesgartenschau Nordrhein-Westfalen gehouden, een tuinevenement dat lijkt op de tienjaarlijkse Floriade in Nederland. Enige daarvoor aangelegde fraaie groenvoorzieningen in de stad herinneren daar nog aan.

## Bezienswaardigheden, evenementen e.d.

### Bezienswaardigheden in Rheda
- De vele vakwerkhuizen uit de periode van de 16e eeuw tot de 19e eeuw. Bijzonder aan deze huizen is dat ze een, soms twee etages hoge, hal (Diele) hebben achter een grote inrijpoort in het midden van het huis. In de jaren 1970 zijn veel van deze huizen afgebroken in het kader van stadsvernieuwing.
- Het op een oudere, vierkante toren na grotendeels barokke, 17e-18e-eeuwse kasteel Rheda, met kasteeltuin en rozentuin. Deze waterburcht ligt op een kunstmatige heuvel en is omgracht. Het kasteel is 's zomers door middel van rondleidingen te bezichtigen en bezit een verzameling koetsen en antiek speelgoed. Een gedeelte van het kasteel is nog altijd residentie van, dus bewoond door, de prinsen van Bentheim-Tecklenburg.
- Mausoleum van de graven van Bentheim-Tecklenburg, in 1830 verbouwd naar neoclassicistische stijl.
- Evangelische stadskerk van Rheda. Deze kerk is in 1611 verbouwd in door de gotiek beïnvloede stijl en daarmee een van de oudste kerken van Westfalen die als protestanste kerk is gebouwd. De westtoren is uit 1654. De kerk heeft grafstenen op de vloer van onder meer gravin Sofia van Bentheim-Tecklenburg uit 1691 en van Johannes von Bistram uit 1685.
- Sint-Johannes de Doperkerk van Rheda
- De neoromaanse Sint-Clemenskerk uit 1910.
- Het bos Rhedaer Forst ten oosten van Rheda richting Gütersloh (10 km2) wordt doorsneden door wandel- en fietspaden.

### Bezienswaardigheden, evenementen e.d. in Wiedenbrück
- Wiedenbrück staat bekend om zijn goed geconserveerde binnenstad met een twintigtal eeuwenoude vakwerkhuizen. Vele daarvan zijn uitgevoerd met aan de buitenkant houtsnijwerk en versierd met beschilderingen. Vergeleken met Rheda zijn in Wiedenbrück veel meer van deze huizen bewaard gebleven. Veel van deze huizen waren van ambachtslieden. Twaalf van deze huizen staan aan de Lange Straße en daarnaast zijn er nog diverse van deze huizen in andere straten van de binnenstad.
- Aan de Marktplatz staat het raadhuis uit 1619 met voorgevel uit 1790.
- De Sint-Aegidiuskerk
- Het Franciscanenklooster uit 1644.
- Drie watermolens met een diameter van zo’n vijf meter in de Umflut, gereconstrueerd vanwege een watermolen die hier van 1250 tot 1969 heeft gestaan.
- Kruittoren (Pulverturm) aan de Mühlenwall, restant van de middeleeuwse vesting.
- Wiedenbrücker Schule-Museum (Kerkelijke schilder- en beeldhouwkunst eind 19e en begin 20e eeuw)
- De bedevaartskerk St-Maria.
- Koperen maquette van de stad voor het stadhuis.
- Kruiswegprocessie op Goede Vrijdag

### Algemeen/overig
- Natuurschoon: Op ca. 40 km afstand in noordelijke richting ligt het Teutoburgerwoud en in zuidelijke richting het Arnsberger Wald, een uitloper van het Sauerland.
- Rheda-Wiedenbrück promoot het fietstoerisme sterk. De gemeente ligt aan talrijke langeafstands-fietsroutes.
- Verspreid over het jaar vinden op verschillende locaties uiteenlopende, ook door mensen van buiten de regio bezochte, evenementen zoals muziekfestivals, schuttersfeesten, markten, kermissen e.d. plaats.
- Radio- en telefoonmuseum in een oude radio-bunker (Radio- und Telefonmuseum) in het dorp St. Vit, nabij de B61
- De kleine barokke Sint-Vituskerk (18e eeuw) te St. Vit met bezienswaardig interieur

## Religie
Eind 2018 rekende ruim 40% van de bevolking zich tot de Rooms-Katholieke Kerk en was zo’n 18% protestants. Veel immigranten die in Rheda-Wiedenbrück wonen, zijn aanhangers van kerken binnen het Syrisch christendom. Zowel katholieken als protestanten in de gemeente hebben een traditie van sterke religiositeit, hetgeen o.a. te zien is aan de aard en stijl van de aanwezige standbeelden en andere kunst in de openbare ruimte.

## Belangrijke personen in relatie tot de gemeente

### Geboren
- Talrijke op Kasteel Rheda residerende graven en vorsten van Bentheim-Tecklenburg onder wie:
  - Maurits (Moritz) von Bentheim-Tecklenburg (1615-1674, overleden in Tecklenburg)
  - Moritz Kasimir , 2e prins van Bentheim-Tecklenburg (1795-1872)
  - Franz , zoon van Moritz Kasimir, 3e prins van Bentheim-Tecklenburg (1800-1885), en diens vier jaar jongere broer Adolf, een belangrijk Pruisisch officier;
  - Gustaf, zoon van Franz, 4e prins van Bentheim-Tecklenburg (1849-1909)
- Liz Mohn (*1941), onderneemster en mecenas
- Lisanne Gräwe (2003), voetbalster

### Overleden
- Heinrich Repke (Werne, 31 maart 1877 - Wiedenbrück, 25 december 1962), schilder van vooral kerkelijke kunst; werk van hem is in een kerk te Denekamp en in de Sint-Plechelmusbasiliek te Oldenzaal aanwezig.

### Overigen
De ontwerper van auto’s en andere gebruiksvoorwerpen Luigi Colani heeft een tijd in Rheda-Wiedenbrück gewoond.

## Partnergemeentes
- Oldenzaal, Nederland
- Palamós, Catalonië, Spanje
- Złoty Stok (voor 1945: Reichenstein), Polen
- Ząbkowice Śląskie (voor 1945: Frankenstein), Polen
- Canton Aouda en Canton Adjèngré, Togo
- Heilbad Heiligenstadt in Thüringen, Duitsland (minder intensief).

## Afbeeldingen

### Rheda

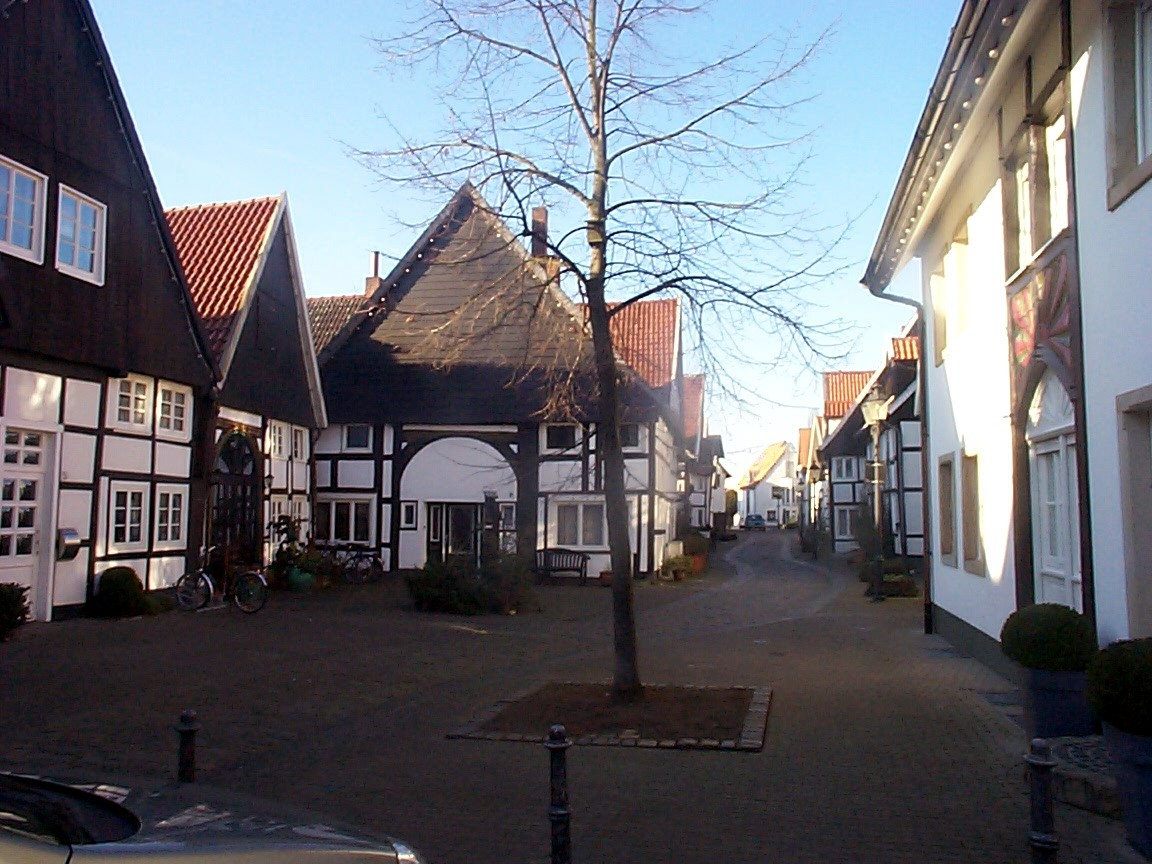
Straatje in het centrum van Rheda
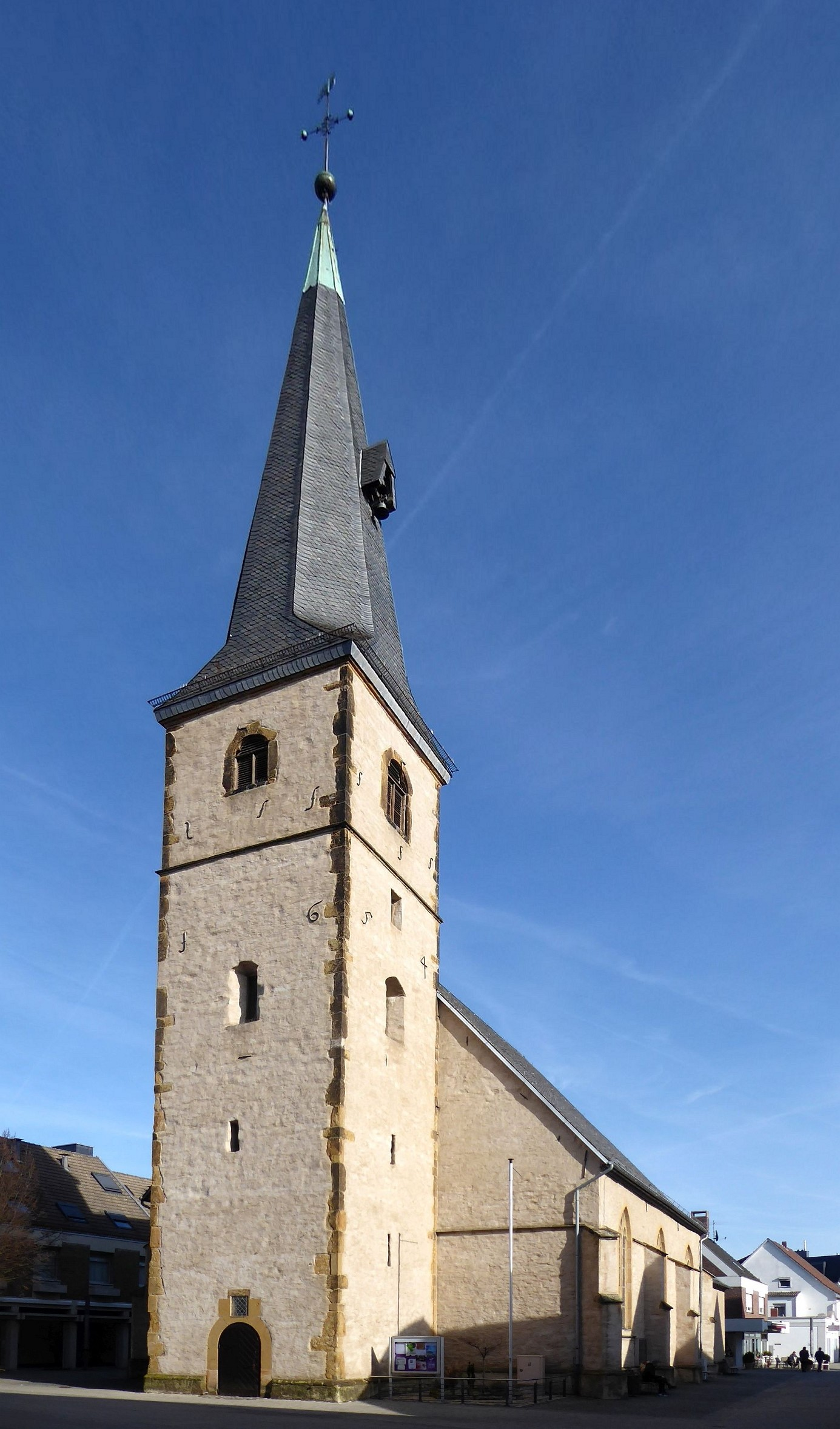
Evang.-lutherse stadskerk, Rheda
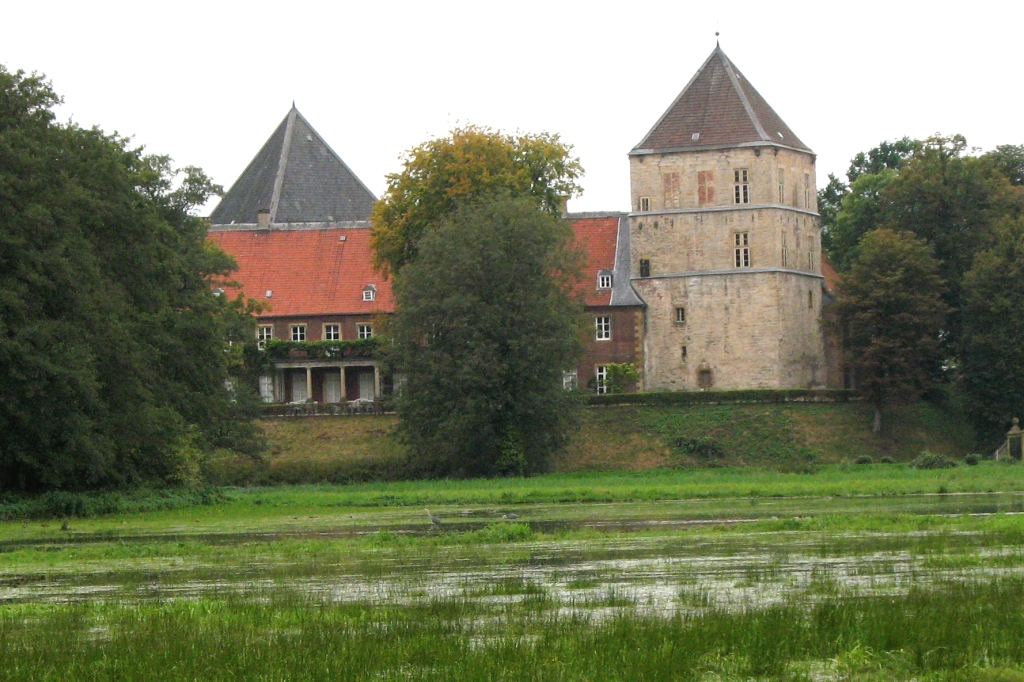
Schloss Rheda (1)
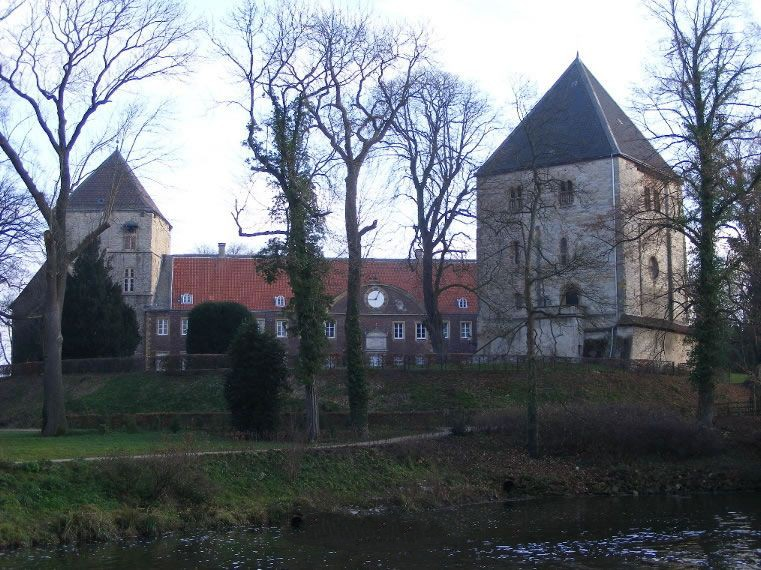
Schloss Rheda (2)
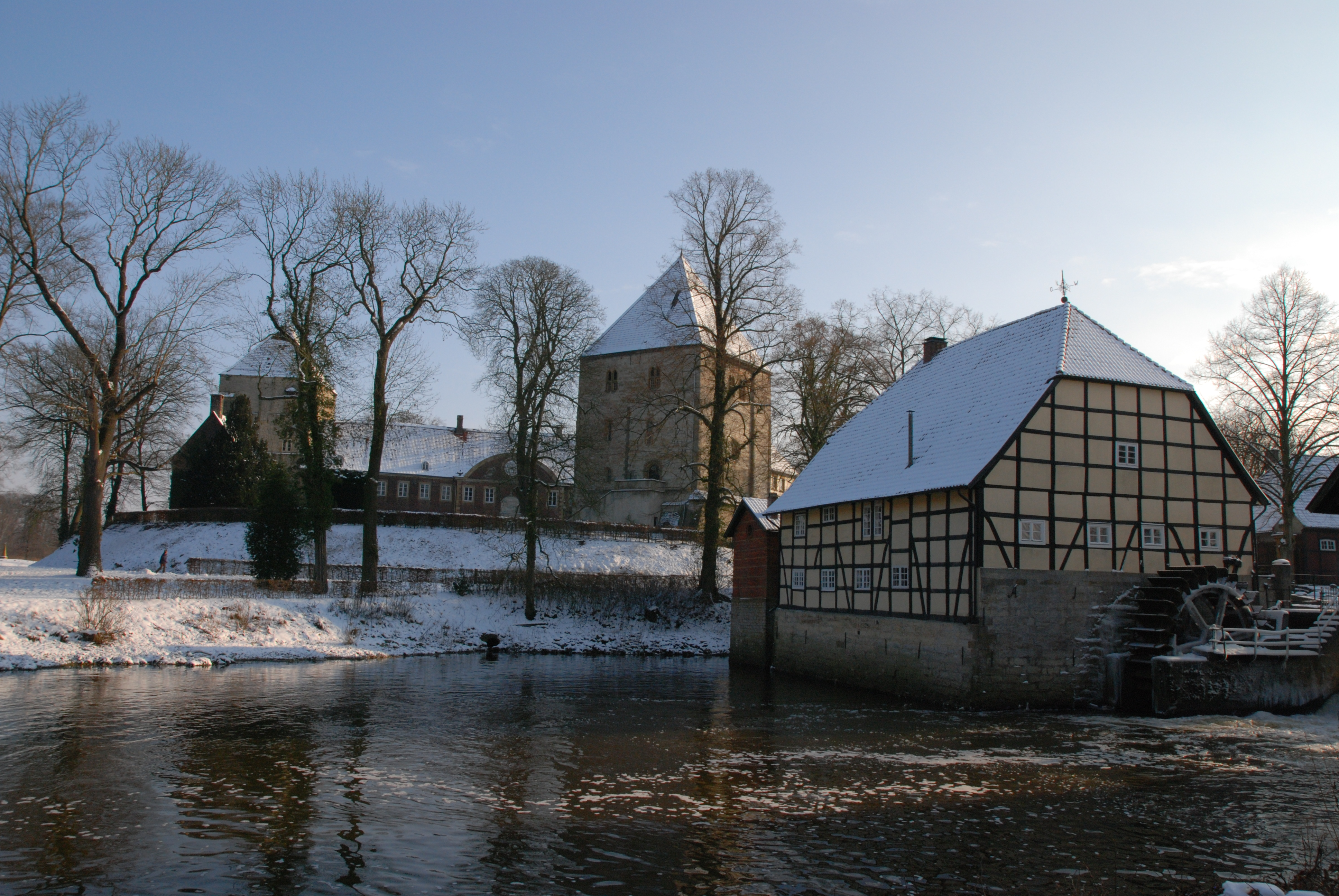
Schloss Rheda in de winter
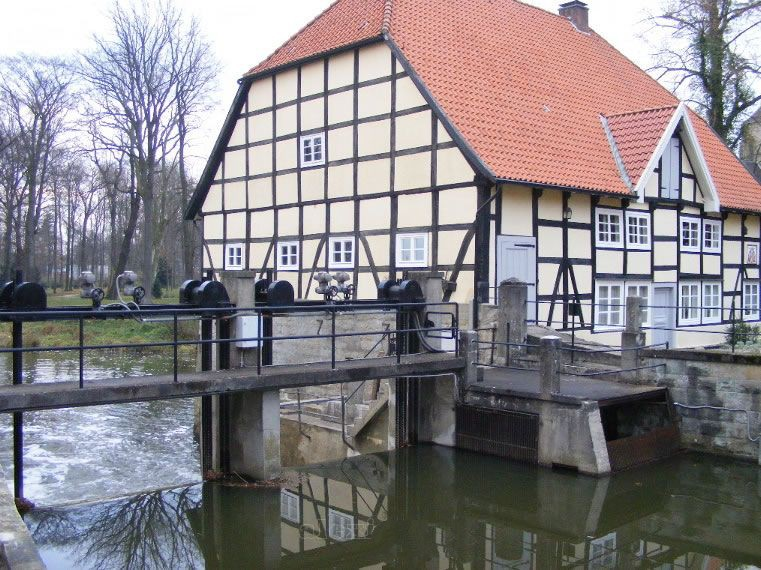
Schloss Rheda (watermolen)
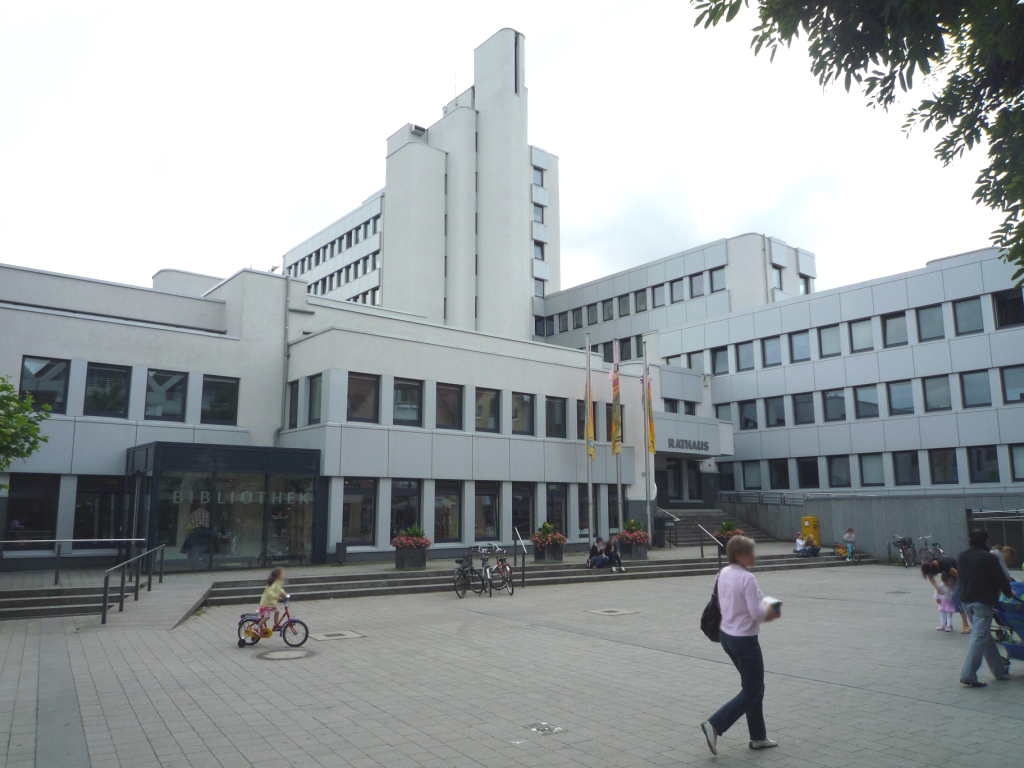
Gemeentehuis en bibliotheek, Rheda

### Wiedenbrück en St.Vit

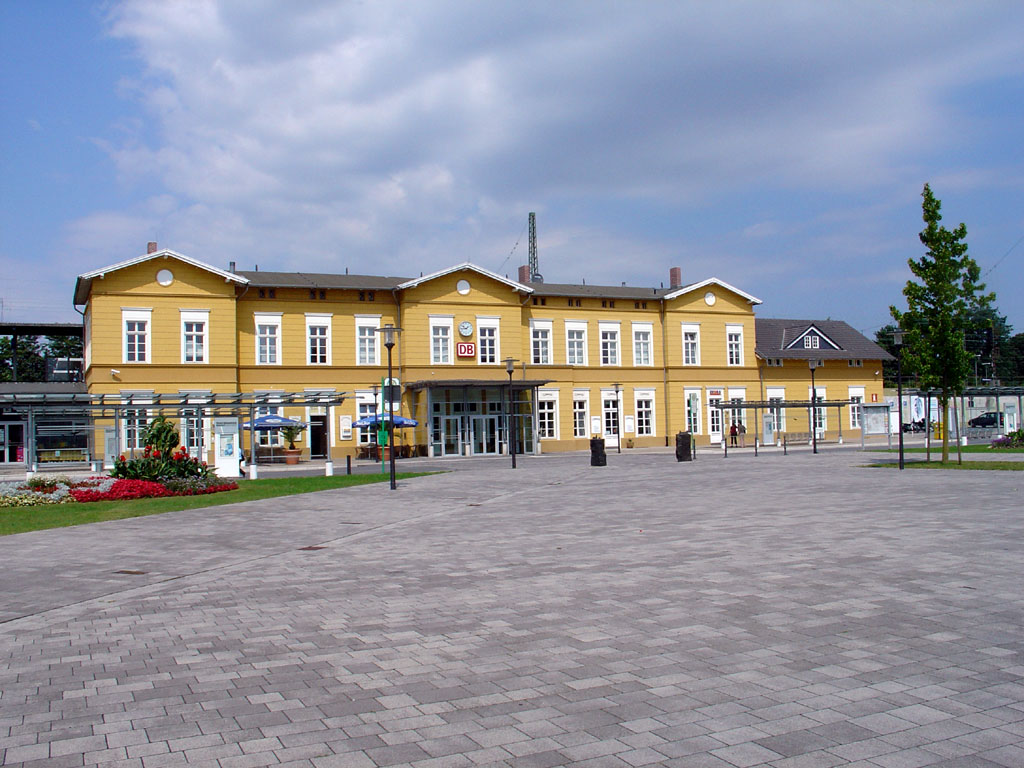
Station Rheda-Wiedenbrück
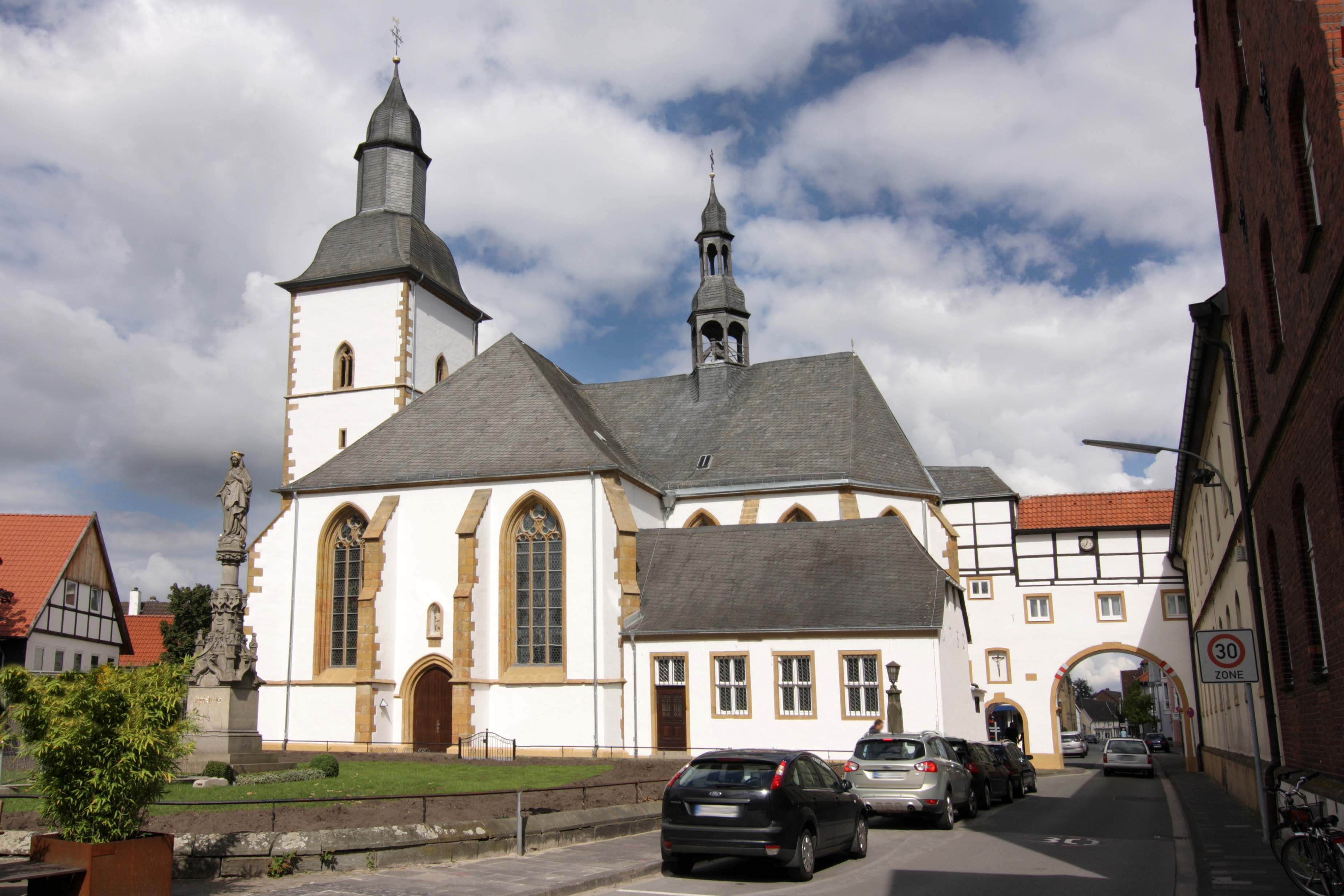
Wiedenbrück, Mariakerk met rechts de poort van het oude Franciscanenklooster
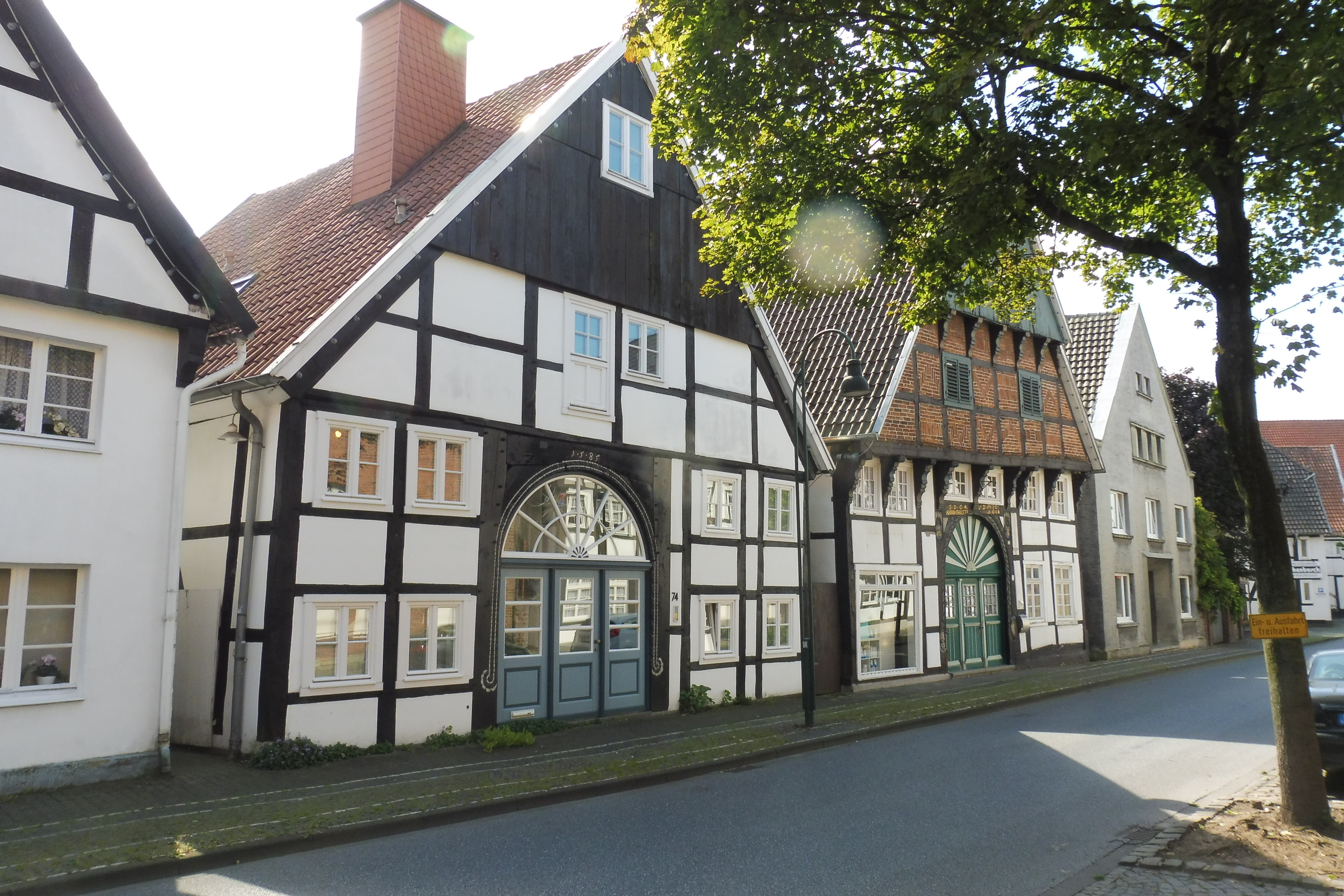
Enkele vakwerkhuizen in Wiedenbrück
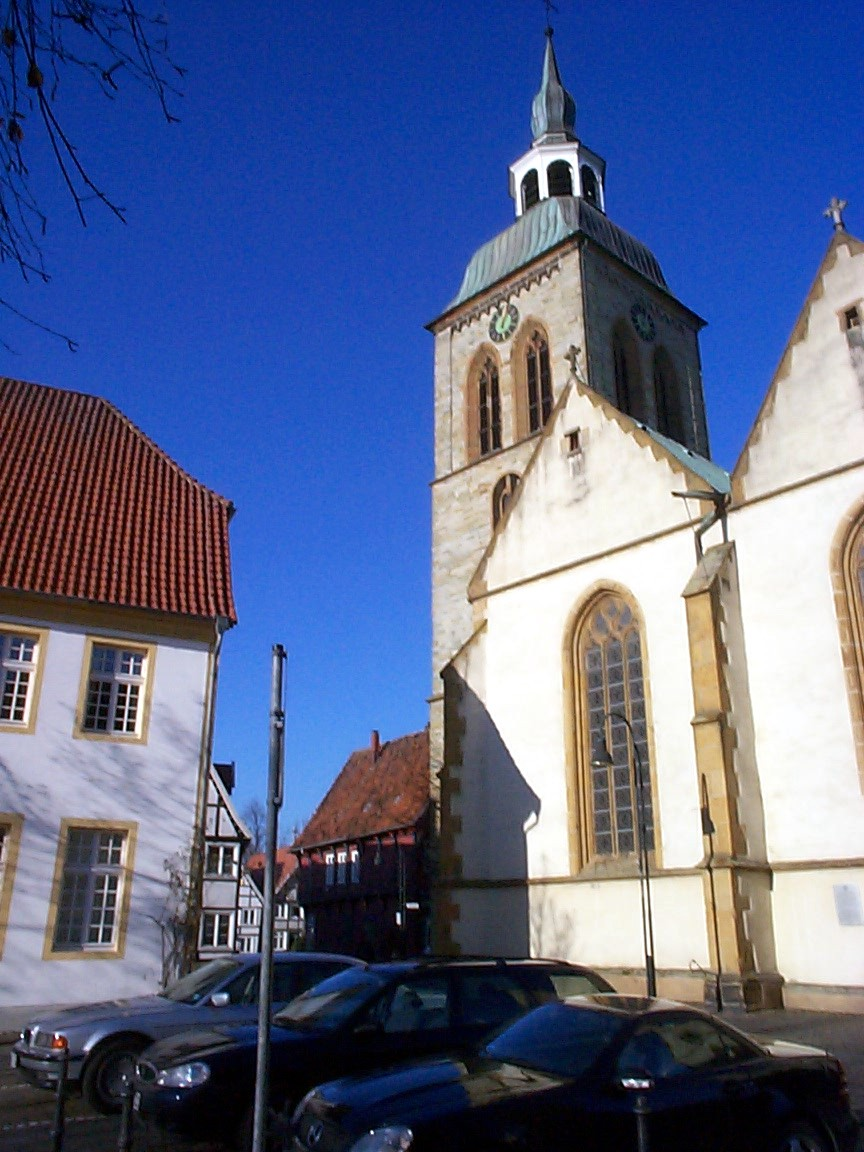
Wiedenbrück, St. Aegidiuskerk
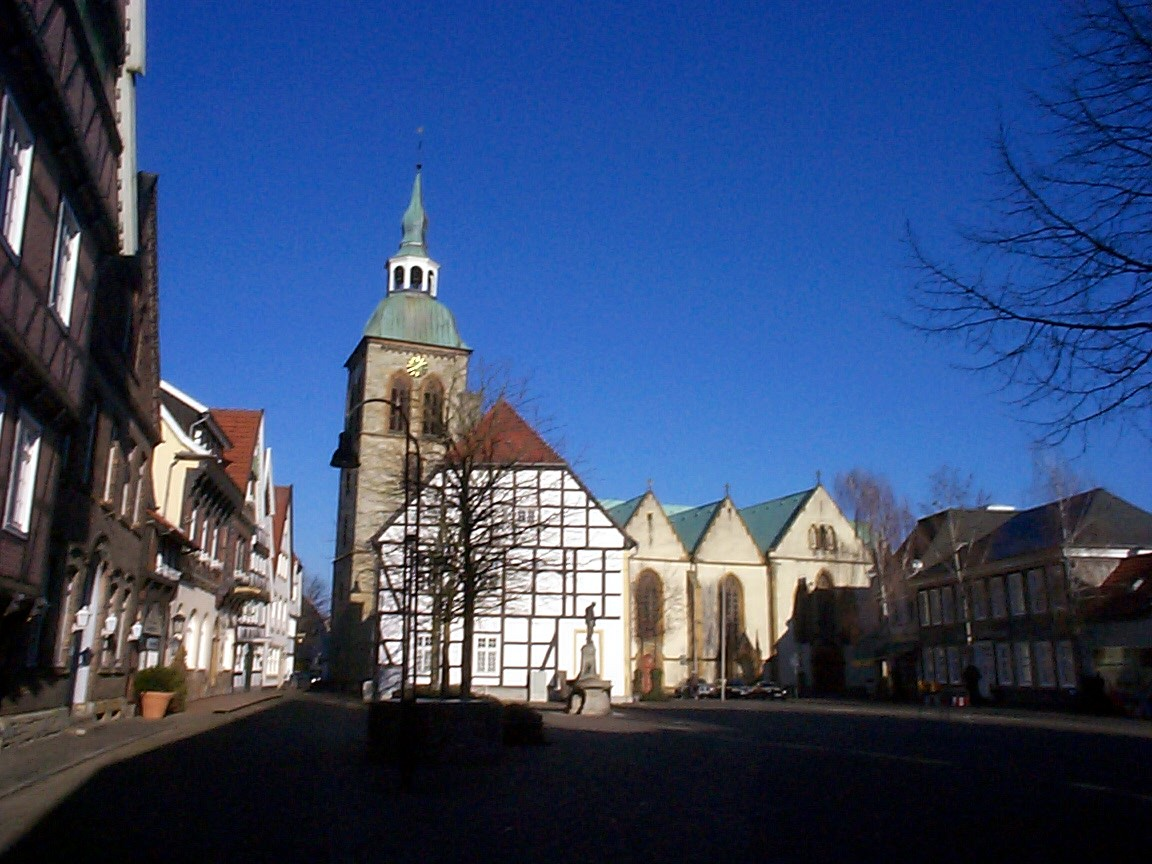
Wiedenbrück, Marktplatz
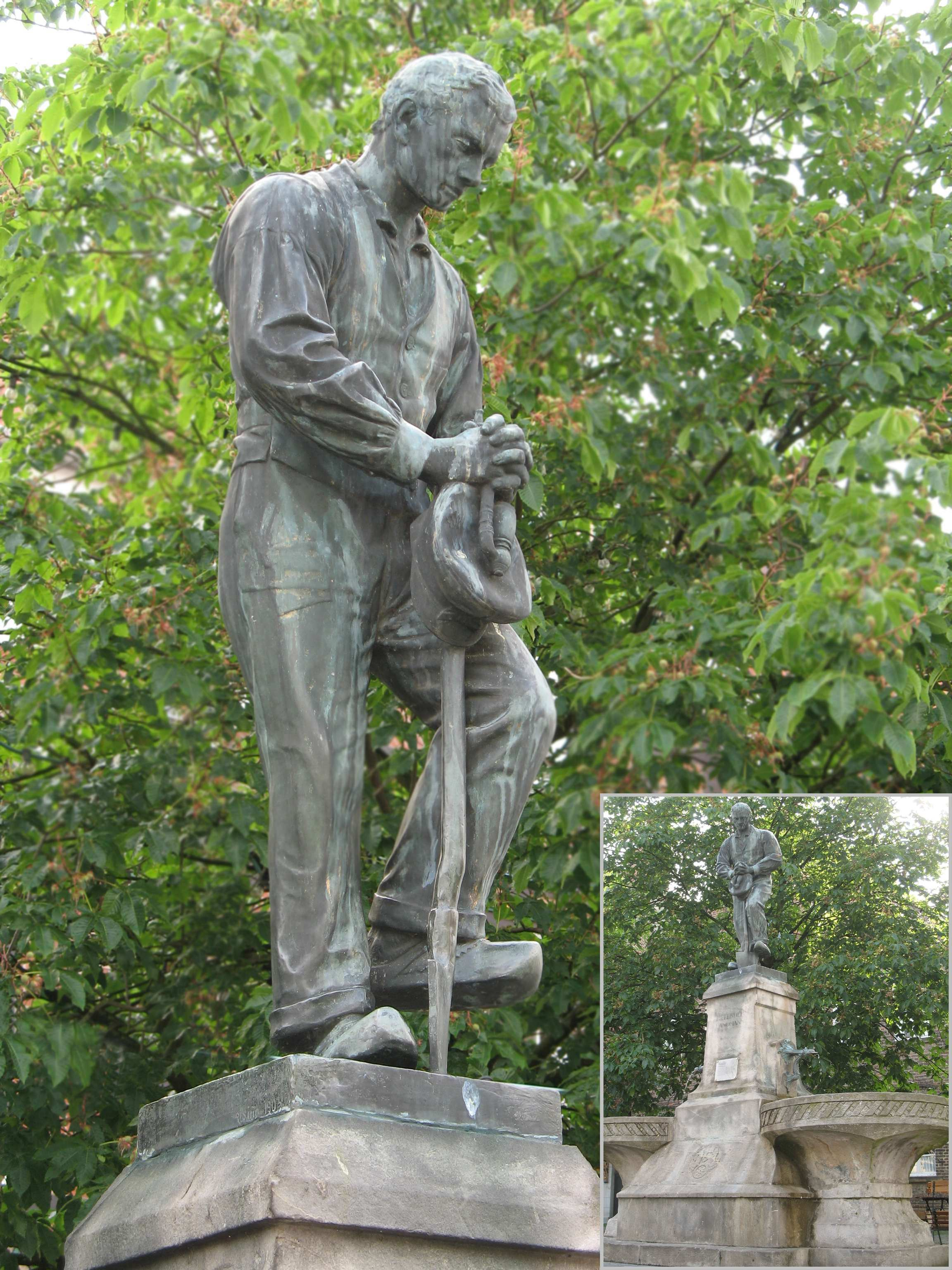
Wiedenbrück, bij de bevolking zeer geliefd standbeeld De biddende boer (1901)
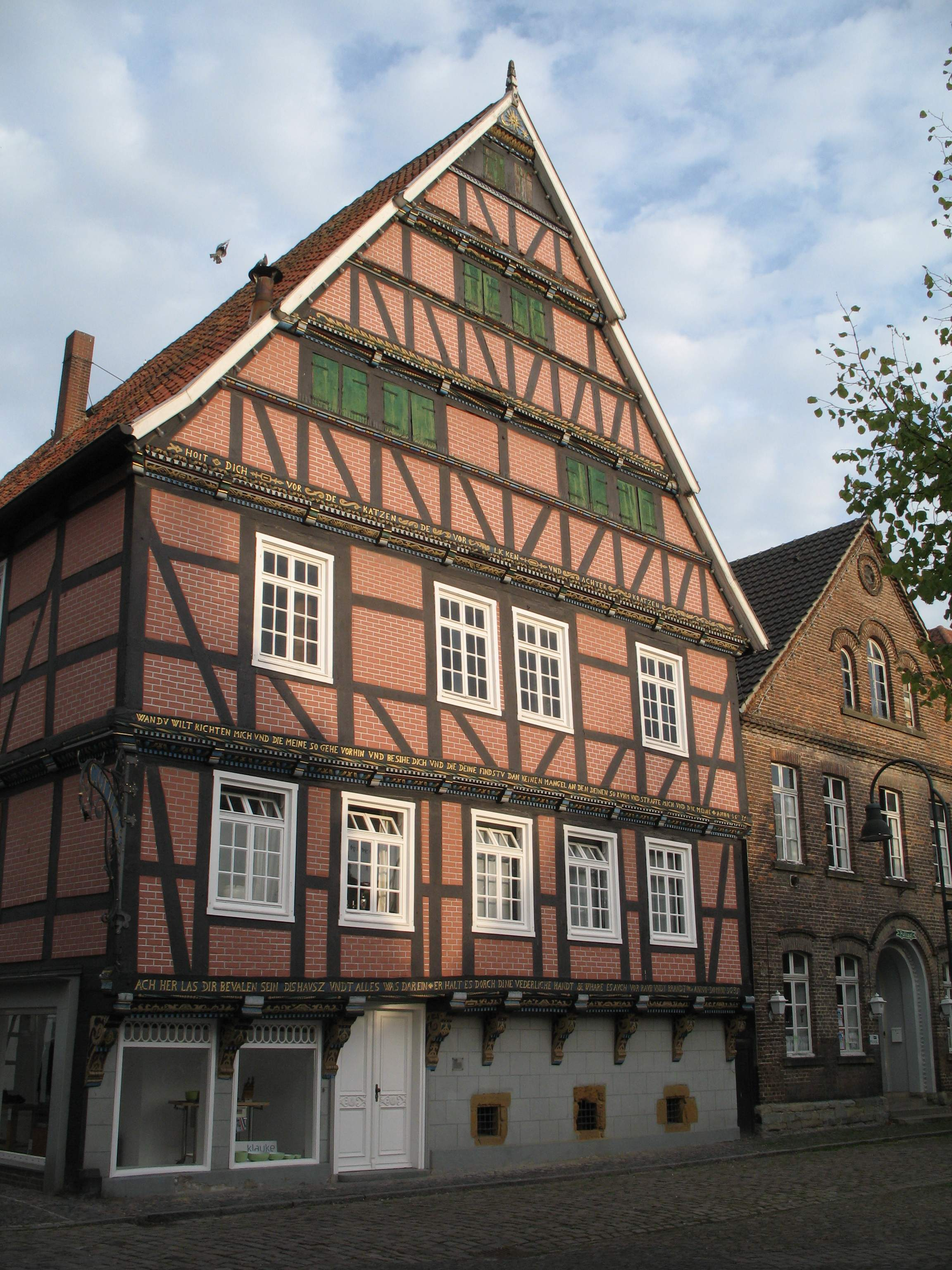
Wiedenbrück, Haus Ottens
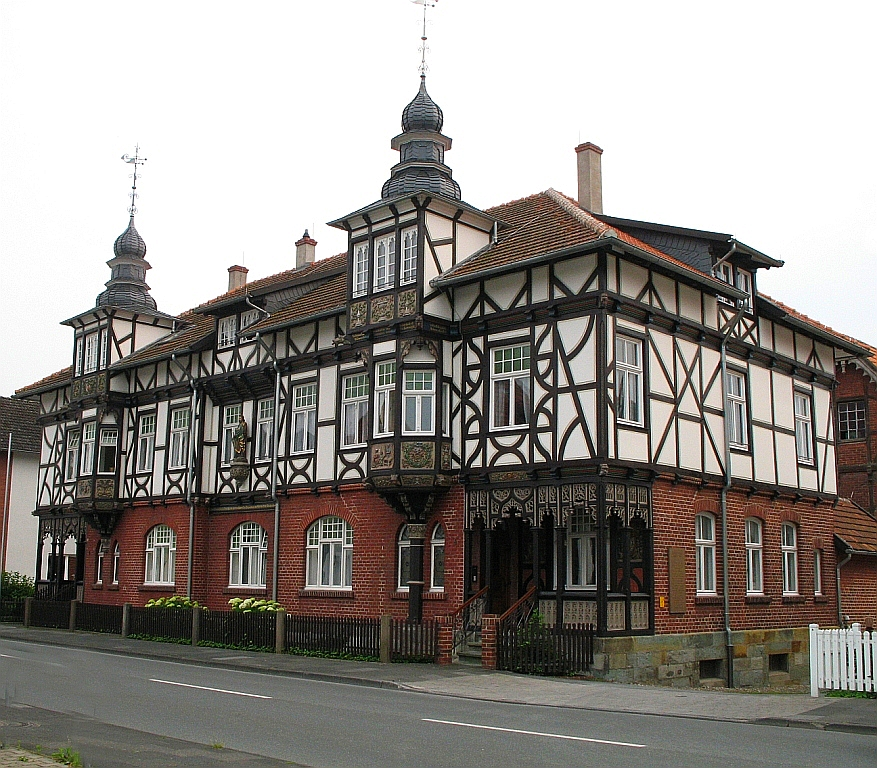
Künstlerhaus (1904) voor het Wiedenbrücker Schule Museum
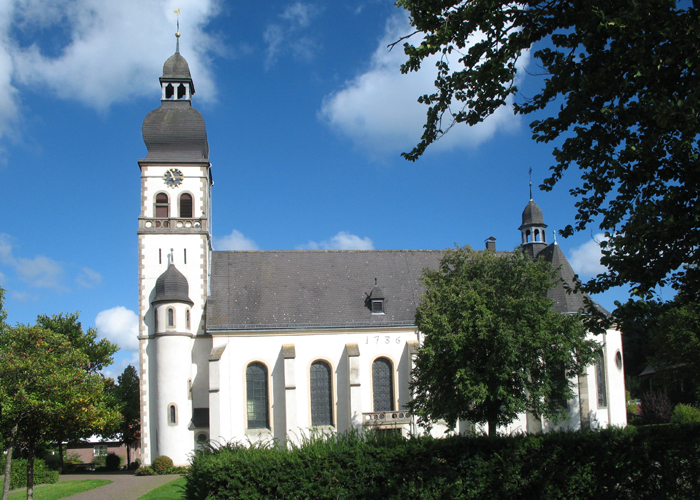
St. Vituskerk, St. Vit